# Musica microtonale
La musica microtonale è la musica che utilizza i microtoni — intervalli musicali minori di un semitono appartenente al sistema equamente temperato, o come disse Charles Ives, le "note tra le fessure" del pianoforte.

## Terminologia
Mentre la definizione del termine "microtonale" presentata sopra non è modificabile, riflettendo un severo giudizio verso il temperamento equabile inteso come un particolare e ridotto punto di vista, in realtà i musicisti si trovano generalmente suddivisi fra tre differenti definizioni di microtonalità.

### Microtonalità come utilizzo di intervalli "piccoli"
È la definizione più ovvia, microtonalità, (dal greco mikro, "piccolo"), come utilizzo di intervalli più piccoli dei toni e semitoni appartenenti alla tradizione compositiva della cultura occidentale-europea, sebbene l'uso di tali intervalli sia una caratteristica tipica di molte musiche etniche.

### Microtonalità come utilizzo di intervalli o accordature "insolite"
In una seconda definizione, che si lega alla precedente e la espande, la microtonalità è l'uso di qualsiasi intervallo o sistema di accordatura considerato "inusuale" o "diverso" in un determinato contesto culturale—in molti contesti del XX e XXI secolo, ad esempio, ciò vale pressoché per qualunque accordatura per tastiera o chitarra diversa dalla divisione dell'ottava in 12 semitoni uguali (12 toni equamente temperati, o 12-tET). 
Ciò è ben espresso dal concetto del compositore Ivor Darreg di "xenarmonia", dal greco xenia (ξενία, ospitalità) o xenos (ξένος, straniero), il quale deriva dal tentativo di descrivere questo tipo di microtonalità attraverso la trasformazione di un detto del poeta latino Terenzio, "nulla di ciò che è umano mi è alieno", in "nulla di ciò che si riferisce all'intonazione mi è alieno".

### Microtonalità come un continuum o una dimensione musicale
In una terza definizione, la microtonalità è semplicemente la dimensione o il continuum di variazione tra gli intervalli e i sistemi di accordatura, comprendendo in questo modo tutta la musica".
Tuttavia la seconda di queste definizioni presenta delle contraddizioni con la prima.
Infatti, poiché le composizioni di Claude Debussy per toni interi (sei toni per ottava, 6-tET) si basano sui dodici semitoni convenzionali nella musica occidentale, la prima definizione escluderebbe tale musica dall'essere considerata "microtonale" sebbene essa sia "insolita" rispetto alla tipica musica occidentale e quindi microtonale considerando la seconda definizione. Inoltre, se si considera "musica microtonale" solo la musica che suona udibilmente differente dalla musica convenzionale occidentale, allora la musica diatonica di limite 5 (basata sui rapporti semplici ottenibili tramite i numeri da 1 a 5 e sui loro esponenti naturali) e quella basata sull'accordatura mesotonica non andrebbero ritenute microtonali, mentre la prima definizione le definisce tali poiché utilizzano intervalli più piccoli del semitono convenzionale.
Probabilmente la miglior definizione di "musica microtonale" rimane la prima, ovvero: "tutta la musica che si distanzia in qualunque modo dai dodici toni correntemente utilizzati nel sistema occidentale". Ciò esclude le composizioni a toni interi di Debussy, ma include essenzialmente tutta la musica non occidentale, le accordature antiche e la musica sperimentale.
Il termine "musica microtonale" si può quindi riferire a qualunque musica la cui accordatura non si basa sui dodici semitoni equamente temperati, come:
- la musica occidentale, basata sull'accordatura naturale
- la musica basata sul temperamento mesotonico
- la musica gamelan indonesiana
- la musica classica indiana
- la musica araba
- la musica creata con un theremin
- la musica blues

Le scale microtonali che vengono suonate in modo contiguo sono "cromaticamente microtonali", mentre quelle che non lo sono utilizzano i vari toni contigui come versioni alternative di intervalli più ampi (Burns, 1999). I suoni che uno strumento microtonale appositamente progettato può produrre si collocano su divisioni alternative di intervalli come l'ottava. Ad esempio, un musicista microtonale può suonare in un sistema che suddivide l'ottava in 17, 19 o 22 parti uguali. La ragione che lo spinge a fare ciò è che ogni particolare divisione dell'ottava impone l'utilizzo di alcune armonie, mentre impedisce l'uso di altre. Ad esempio, la scala a diciannove toni permette di utilizzare molte variazioni armoniche esotiche come quelle che si sentono nella musica medio orientale, mentre la scala a 31-tET suona rilassante, "come un arcobaleno" (Jonathan Glasier & Ivor Darreg).

## Storia
Se si definisce microtonale ogni accordatura che evita di conformarsi ai dodici toni equamente logaritmici della musica contemporanea europea e nordamericana, allora ciò vale per la maggior parte della musica occidentale nel corso di tutta la sua storia, poiché l'utilizzo europeo dei dodici toni per ottava rappresenta un'innovazione recente, che risale al tardo Rinascimento. I primi brani che sfruttano la possibilità di impostare una nuova tonalità su ognuno dei dodici gradi della scala cromatica, infatti, si trovano nella letteratura per liuto e chitarra: si ricordano i ventiquattro dittici passemezzo-saltarello che compongono il Libro de intabulatura di liuto (1567) di Giacomo Gorzanis, le ventiquattro suites del Libro d’intavolatura di liuto, nel quale si contengono i passemezzi, le romanesche, i saltarelli et le gagliarde et altre cose ariose composte in diversi tempi (1584) di Vincenzo Galilei, e le ventiquattro passacaglie in tutti i toni maggiori e minori che aprono il Libro primo di chitarra spagnola (1640) di Angelo Michele Bartolotti. Anche Marin Mersenne, nel secondo libro dell'Harmonie Universelle (1636), dedicato al liuto e alla chitarra, spiega come in questi strumenti (così come nelle viole da gamba) la suddivisione della tastiera venga realizzata dai liutai secondo il temperamento equabile. Mersenne si preoccupa anche di fornire una dimostrazione matematica su come le differenze tra la scala naturale e quella scala temperata siano praticamente impercettibili, oltre a spiegare come questa suddivisione dell'ottava non sia una sua invenzione, ma sia già efficacemente utilizzata da liutai e musicisti.
La musica più antica di cui esiste una documentazione scritta pare sia l'Inno di Hurrian. Questa musica fu probabilmente microtonale, sebbene la sua interpretazione sia stata oggetto di disputa.
È noto dalle tavolette cuneiformi babilonesi che essi utilizzavano ciò che oggi si chiama accordatura “pitagorica”, ovvero un ciclo di quinte naturali sovrapposte l'una all'altra e racchiuse all'interno di un'ottava. Sulla tavoletta cuneiforme U7/40 al British Museum si trova l'accordatura pitagorica di sette note.
Poiché la musica occidentale, grazie ad antichi testi greci di teoria musicale, si fa risalire almeno al 500 a.C. e poiché quella musica non si fondava su un sistema di dodici toni per ottava, l'accordatura oggi utilizzata in Europa e in America settentrionale è una novità d'avanguardia che copre solo una parte della storia della musica occidentale.
Anche la civiltà ellenica lasciò alcune registrazioni frammentarie della sua musica (Inno Dorico) e, grazie ai testi di Aristosseno sulla musica, si ha una documentazione esauriente sull'accordatura della musica greca antica. L'ottava veniva divisa in due tetracordi, ovvero scale di quattro note, sovrapposti l'uno sull'altro. La posizione delle singole note all'interno di questi due tetracordi determinava le sette note dell'accordatura. I greci riconoscevano tre tipi di tetracordo: l'enarmonico, il cromatico e il diatonico, i quali utilizzavano per ogni nota proporzioni diverse rispetto all'ottava.
Ognuno di questi tre generi utilizza ciò che oggi si chiama “accordatura naturale”, ciò significa che essi sono determinati da rapporti di numeri interi, ma, mentre il genere cromatico e il diatonico suonano in maniera molto simile a quelli odierni, il genere enarmonico faceva un uso preminente di distanze di circa un quarto di tono. Perciò esso si qualifica precisamente come un'accordatura microtonale comunque si voglia intendere la parola (come l'uso di intervalli più piccoli di un semitono o come un'accordatura che suona chiaramente differente rispetto all'accordatura occidentale convenzionale).

Come M. Joel Mandelbaum sostiene nella sua tesi, La divisione multipla dell'ottava e le risorse tonali del temperamento a 19 toni (1960), uno studio eseguito sul codice di Montpellier suggerisce che esso documenti un'accordatura microtonale, probabilmente il genere enarmonico greco. Ciò sembra mostrare che le accordature microtonali sopravvissero e furono comunemente usate fino al tardo periodo medievale.
Le accordature mesotoniche risalgono ai primi anni novanta del XV secolo, come è stato evidenziato da studiosi come Richard Taruskin e Patrizio Barbieri. Tali accordature mesotoniche suonano essenzialmente identiche all'accordatura convenzionale occidentale di 12 toni fintantoché il compositore si limita ad una stretta cerchia di tonalità vicine alla nota centrale della tonalità. Ciò significa che se l'accordatura mesotonica è accordata a partire da do, le tonalità vicine a do maggiore saranno difficilmente distinguibili dalla musica convenzionale occidentale. Le tonalità lontane, comunque, come mi bemolle minore, conterranno intervalli esotici chiaramente udibili.
Alcuni compositori antichi, comunque, si allontanarono deliberatamente dalla nota centrale dell'accordatura mesotonica, producendo effetti chiaramente microtonali nella loro musica.
Un esempio notevole è il brano “Ut, Re, Mi, Fa, Sol, La” (partitura e audio) del compositore virginalista inglese John Bull, composto tra il 1580 e il 1610 e incluso nel Fitzwilliam Virginal Book'.
L'accordatura mesotonica a 1/3 di comma corrisponde quasi esattamente a dodici note prelevate da una scala di 19-tET, mentre l'accordatura mesotonica a 1/4 di ottava è quasi identica a dodici note selezionate da una scala di 31-tET. Vari compositori francesi del XVII secolo fecero uso di queste caratteristiche progettando tastiere a diciannove toni per ottava, le quali in effetti permettevano di suonare l'accordatura a 1/3 di comma in tutte le chiavi senza la cosiddetta “quinta del lupo”, un intervallo fortemente dissonante. 
Christiaan Huygens, scienziato e musicista del XVII secolo, si fece promotore dell'utilizzo di trentuno toni per ottava, poiché ciò avrebbe permesso di suonare l'accordatura mesotonica a 1/4 di comma in tutte le tonalità senza “quinte del lupo”. Huygens, inoltre, sostenne l'uso della settima naturale, il rapporto 7/4, nella musica occidentale, e la descrisse come una consonanza musicale non riconosciuta.
La nota “Chromatic Chanson” di Guillaume Costeley del 1570 si fondava sull'accordatura mesotonica a 1/3 di comma ed esplorava l'intera gamma di 19 toni in un'ottava, facendo uso di intervalli distintamente microtonali, come l'intervallo di 63 cents equivalente a 1/19 di ottava.
Il compositore e teorico italiano rinascimentale Nicola Vicentino (1511-1576) approfondì lo studio dei microintervalli e costruì una tastiera con trentasei tasti per ottava, conosciuta come archicembalo. Gli esperimenti di Vicentino, come lui stesso dichiarò, furono motivati principalmente dalla sua ricerca sugli antichi generi musicali greci e dal suo desiderio di ottenere intervalli senza battimenti utilizzabili nelle composizioni cromatiche.
La composizione “La battaglia di Davide e Golia”, di Johann Kuhnau, composta attorno al 1730, fa un uso esteso e aggressivo dei particolari intervalli utilizzabili nell'accordatura mesotonica e in particolare della “quinta del lupo”.
Nel 1843 Jacques Halévy compose un'opera a quarti di tono, il “Prometeo Incatenato”. In seguito, tra la fine del XIX secolo e l'inizio del XX i compositori europei produssero un numero crescente di composizioni microtonali e in particolare negli anni venti emerse una moda per i quarti di tono (24-tET) che ispirò compositori famosi come Béla Bartók a produrre composizioni in questa accordatura. In quel periodo Erwin Schulhoff diede lezioni di composizione per quarti di tono al conservatorio di Praga.
Fra tutte le scale microtonali di cui si parla nella storia della musica la più utilizzata è certamente stata, prescindendo dalla scala pitagorica, quella a quarti di tono 24 tET, in cui sono elencate più di 150 composizioni e i rispettivi autori. Tra i compositori quartitonalisti più prolifici spiccano: il russo-francese Ivan Aleksandrovič Vyšnegradskij (46), il musicista messicano autore del famoso saggio “Sonido 13” Julián Carrillo (19), il turco-americano Toufic Succar (15) e il ceco Alois Hába (11).
Già nell'antichità, del resto, i Greci dicevano, come riporta nel libro Le scale musicali (leggende, pregiudizi e realtà) il musicologo italiano Pietro Righini, che “...il quarto di tono rappresentava l'estremo limite della raffinatezza nell'apprezzamento degli intervalli musicali”.
Le ragioni di questo relativo successo stanno verosimilmente nel fatto che i quarti di tono, oltre che ampliare notevolmente la gamma dei suoni a disposizione dei musicisti, hanno al loro interno i 12 semitoni della scala 12 tET, posti a base del sistema musicale attualmente in posizione dominante (da più di tre secoli) in tutto il mondo occidentale. Ciò significa che con la scala quartitonale 24tET è tecnicamente possibile la riproduzione e, quindi, la salvaguardia dell'immenso patrimonio musicale prodotto fin qui con la scala 12tET.
Nel 2012 Giancarlo Dalmonte, col saggio “L'ottava nota”, prova a rilanciare i quarti di tono proponendo una scala 24tET organizzata su otto note. Lo fa aggiungendo l'ottava nota NU alle sette attuali. Il nome dell'ottava nota è ricavato dalle prime due lettere della parola “nuova”. Alla NU l'autore fa corrispondere la H nella denominazione internazionale del mondo occidentale, così: A, B, C, D, E, F, G, H. In italiano ne viene questa successione: LA, SI, DO, RE, MI, FA SOL, NU. Riordinata secondo la consuetudine italiana questa scala risulta così composta: DO, RE, MI, FA, SOL, NU, LA, SI, (DO).
L'autore propone che questa nuova scala sia denominata “scala quartitonale nuova” e, in inglese, “New quarter tone scale”. La modulazione di questa scala è la seguente: 3 3 3 3 3 3 3 3.
Essa deriva dal fatto che gli otto intervalli equidistanti sono tutti pari a 150 centesimi ellisiani.
Alexander James Ellis, che nel 1880 fece la traduzione con note a piè pagina e appendici al libro di Helmholtz On the sensation of tone, propose un insieme elaborato di accordature non tradizionali. Egli studiò le accordature delle culture non occidentali e, in un rapporto alla Royal Society, stabilì che esse non utilizzavano né eque divisioni dell'ottava né intervalli naturali.
Alcuni studiosi fanno risalire l'innovativo utilizzo che Claude Debussy fece della scala per toni interi (6-tET) in composizioni come “Voiles” e “Prélude à l'apres-midi d'un faune” all'influenza da lui ricevuta nell'assistere a una performance di un'orchestra gamelan balinese durante l'Exposition Universelle di Parigi del 1889 e ai particolari ritmi e accordature utilizzati in quella musica.
L'introduzione del fonografo di Berliner nel 1890 permise la registrazione e l'ascolto di molta musica non occidentale da parte dei compositori stimolando ulteriormente l'uso di accordature alternative.
Mentre sperimentava con il suo violino nel 1895, Julián Carrillo (1875-1965) scoprì il sedicesimo di tono ovvero percepì sedici suoni chiaramente differenti tra le note sol e la, emesse dalla quarta corda del violino. Egli chiamò la sua scoperta “il tredicesimo suono”. Julian Carrillo inventò un semplice sistema di notazione musicale numerico che può rappresentare scale basate su ogni divisione dell'ottava, inventò nuovi strumenti e ne adattò altri a produrre microintervalli, compose una grande quantità di musica microtonale e ne registrò circa trenta pezzi.
I principali compositori microtonali del Novecento furono:
- Alois Hába (24-tET)
- Julián Carrillo (24-tET, 36-tET, 48-tET, 60-tET, 72-tET, 96-tET)
- Harry Partch (accordatura naturale di limite 11) che costruì un'intera orchestra di strumenti microtonali
- Adriaan Daniel Fokker (31-tET)
- Ivor Darreg (da 13-tET a 22-tET, 24-tET e 31-tET) che costruì il primo sintetizzatore elettronico capace di riprodurre qualunque divisione dell'ottava e qualunque accordatura naturale
- John Eaton che creò un suo sintetizzatore microtonale, il Syn Ket
- Easley Blackwood, che compose ed eseguì i famosi “12 studi microtonali per strumenti musicali elettronici” utilizzando tutte le divisioni dell'ottava da 12 a 24 toni
- Augusto Novaro, il teorico microtonale messicano (15-tET)
- Barbara Benary fondatrice del “Gamelan Son of Lion”
- Lou Harrison che fondò l'American Gamelan Orchestra presso il Mills College

Dal 1980, con l'avvento sul mercato di sintetizzatori completamente riaccordabili e dal prezzo contenuto come lo Yamaha TX81Z (1987), i compositori microtonali sono proliferati in tale misura che una lista di coloro che hanno prodotto almeno una composizione microtonale include quasi l'intera lista dei compositori attivi.
L'avvento più recente di sintetizzatori software completamente riaccordabili come ZynAddSubFx, il quale può produrre musica microtonale in tempo reale su un normale computer portatile, non ha fatto altro che espandere l'utilizzo dei microtoni nella musica contemporanea. Oggi è raro incontrare un compositore contemporaneo che non si occupi periodicamente di microtonalità.
Alcuni compositori occidentali hanno abbracciato l'uso di scale musicali microtonali equamente temperate, dividendo l'ottava in un numero di toni diverso da 12 come 19, 24, 31, 53, 72, 88. 
Gli intervalli tra i toni possono essere uguali, dando vita ad un temperamento equabile, o diversi, come nell'accordatura naturale, detta anche just intonation, e nei temperamenti lineari, oppure né equamente temperati né naturali come quelli che si trovano nei gamelan balinesi. La stragrande maggioranza della musica indigena mondiale non usa l'accordatura convenzionale occidentale di 12 toni per ottava logaritmicamente equidistanti, né usa l'accordatura naturale o accordature lineari. Dal popolo di Banda Linda nell'Africa centrale (che preferisce decisamente un'“ottava” di 1150 cents), ai pigmei Ba Benzele, alla musica balinese, a vari popoli indigeni del Sudamerica, essenzialmente tutti i popoli indigeni utilizzano accordature non equabili né naturali.
Per questo, concepire qualsiasi discussione sulle accordature musicali unicamente in termini di equa divisione dell'ottava o di accordatura naturale, rappresenta un significativo pregiudizio in favore dell'Europa e del Nord America, i quali contano meno del 20% della popolazione mondiale e solo una piccola parte della cultura musicale del pianeta. Dal punto di vista della musica indigena composta fuori dall'Europa e dal Nord America, tutta la musica mondiale è, in effetti, microtonale.

## Microtonalismo nella musica rock
La band statunitense hardcore punk dei Black Flag fece un interessante utilizzo naïf di intervalli microtonali con il chitarrista Greg Ginn, un aficionado del free jazz e della musica classica contemporanea. Una canzone pregevole è “Damaged II”, dal LP del 1981 “Damaged” – una registrazione live-in-studio, nella quale l'utilizzo intenzionale (e sorprendentemente consapevole) di quarti e ottavi di tono richiama una chitarra in procinto di esplodere; un'altra, dall'effetto simile, è “Police Story”, più versioni della quale si concludono in una cadenza suonata un quarto di tono crescente.
Il gruppo Carbon, Tectonics and Terraplen di Elliott Sharp fa un uso estensivo di microtonalità nell'accordatura naturale dall'effetto intensamente dissonante e vibrante. Il chitarrista di Los Angeles Rod Poole ha prodotto un numero di CD xenarmonici di influenza rock.
La band Crash Worship fece uso della megalyra subcontrabass di Ivor Darreg, uno strumento microtonale per un utilizzo xenarmonico/noise/industrial.
Altri artisti rock che utilizzano la microtonalità nel loro lavoro sono Glenn Branca, che ha composto vari lavori orchestrali per ensembles di chitarre elettriche accordate microtonalmente, e Jon e Brad Catler, i quali suonano chitarra e basso elettrico microtonali.
Spesso la musica microtonale si presenta nella musica rock in contesti dove non si nota o non viene esplicitamente descritta come tale, ma nondimeno è abbastanza percepibile. Esempi notevoli sono l'introduzione al lungo brano dei Doors The End, la linea vocale estremamente microtonale delle canzoni di Sinead O'Connor – in particolare “Nothing Compares 2 U” – e nelle linee di basso del brano dei Siouxsie and the Banshees “Israel”.
Il gruppo australiano King Gizzard & the Lizard Wizard nel febbraio 2017 ha pubblicato Flying Microtonal Banana, un album composto solamente da strumenti musicali microtonali (come ad esempio pianoforte ed armonica a bocca), che spazia dal garage rock al rock psichedelico ed altri generi.

### Pionieri microtonali occidentali
- Henry Ward Poole (U.S.A., inventore di strumenti, 1825-1890)
- Charles Ives (U.S.A., 1874-1954)
- Julián Carrillo (Messico, 1875-1965)
- Béla Bartók (Ungheria, 1881-1945)
- George Enescu (Romania, 1881-1955)
- Percy Grainger (Australia, 1882-1961)
- Alois Hába (Cecoslovacchia, 1893-1973)
- Ivan Aleksandrovič Vyšnegradskij (Unione Sovietica, 1893-1979)
- Harry Partch (U.S.A., 1901-1974)
- Eivind Groven (Norvegia, 1901-1977)
- Hans Luedtke (inventore, Germania, m.1973)
- Rafael Adame (Messico, 1905-1963)
- Henk Badings (1907-1987)
- Giacinto Scelsi (Italia, 1915-1982)
- Lou Harrison (U.S.A., 1917-2003)
- Tui St. George Tucker (1924-2004)
- Ben Johnston (U.S.A., 1926-2019)
- Ezra Sims (U.S.A., n. 1928)
- Erv Wilson (Messico-U.S.A., n. 1929)
- Sof'ja Gubajdulina (Russia, n. 1931)
- Alvin Lucier (n. 1931)
- Easley Blackwood (n. 1933)
- Krzysztof Penderecki (Polonia, n. 1933)
- James Tenney (n. 1934)
- Terry Riley (n. 1935)
- La Monte Young (n. 1935)
- Douglas Leedy (n. 1938)
- Wendy Carlos (n. 1939)
- Ivor Darreg (1917-1994)

### Compositori microtonali recenti
- Glenn Branca (U.S.A., 1948-2018)
- David First (n. 1953)
- Paul Dirmeikis (n.1954)
- Kyle Gann (n. 1955)
- Kraig Grady (n. 1952)
- Pascale Criton (n. 1954)
- Johnny Reinhard (n. 1956)
- Joe Monzo (n. 1962)
- Harold Fortuin (n. 1964)
- Marc Luis Jones (n. 1966)
- Adam Silverman (n. 1973)
- Manfred Stahnke (n. 1951)
- Geoff Smith
- Daniel James Wolf (n. 1961)
- James Wood (n. 1953)
- François Paris
- Joel Mandelbaum (n. 1932)
- Brian Ferneyhough (Regno Unito, n. 1943)
- Elaine Walker
- Chris Vaisvil
- Ron Sword
- Carlo Serafini
- John Starrett
- Gene Ward Smith (n.1947)
- Fabrizio Fulvio Fausto Fiale (n.1973)
- Lucio Garau (n.1959)
- Tolgahan Çoğulu
- Brendan Byrnes
- Sevish

### Band microtonali recenti
- King Gizzard & the Lizard Wizard
- Microtonal Guitar Duo
- Trauma Triad
- Jute Gyte
- The Mercury Tree
- Pulse Emitter
- ILEVENS
- Cryptic Ruse
- MonoNeon
- Redrick Sultan